# Jeg troede vi havde en aftale
Jeg troede vi havde en aftale er en dansk dokumentarfilm fra 1982 med instruktion og manuskript af Bodil Moseholm.

## Handling
Lotte går i 9. klasse og lærer Kim at kende. Kim ryger hash med vennerne. Efter et stykke tid prøver Lotte også at ryge. Til terminsprøven er både Lotte og Kim trætte, fordi de har røget natten før. Kim går uden at løse opgaverne. Da Lotte kontakter Kim, har han glemt deres aftale.